# Gagrella rufa
Gagrella rufa is een hooiwagen uit de familie Sclerosomatidae.